# John Bellingham
Pour les articles homonymes, voir Bellingham.
 (novembre 2017).
Si vous disposez d'ouvrages ou d'articles de référence ou si vous connaissez des sites web de qualité traitant du thème abordé ici, merci de compléter l'article en donnant les références utiles à sa vérifiabilité et en les liant à la section « Notes et références ».
John Bellingham, né en 1769 à St Neots dans le Huntingdonshire au Royaume-Uni, et pendu le 18 mai 1812 à Londres, est l'assassin du Premier ministre britannique Spencer Perceval.

## Assassinat
Le 11 mai 1812, John Bellingham tire une balle en plein cœur du Premier ministre Perceval, alors que celui-ci s'apprête à rentrer dans la Chambre des communes. Bellingham veut protester contre l’incapacité du gouvernement de l’indemniser pour son traitement, quelques années auparavant, quand il avait été emprisonné en Russie pour une dette commerciale. Bellingham est alors immédiatement arrêté, jugé à Old Bailey, puis condamné à la pendaison. Son exécution a lieu en public sept jours plus tard.

## Après sa mort
Le crâne de John Bellingham est conservé, après son exécution, au Queen Mary's Pathology Museum de Londres. En 2018, il est l'objet d'une reconstruction faciale.